# マガキ
マガキ（真牡蠣、学名:Magallana gigas, 旧学名: Crassostrea gigas）はイタボガキ科マガキ属の二枚貝である。太平洋のアジア沿岸を原産地とする。 別名として太平洋牡蠣や日本牡蠣、長牡蠣等がある。

## 形態
岩などに固着生活する二枚貝。一般には中程度の大きさのカキ類で、外形は付着する基盤の形にも依るのでさほど一定していない。左側の殻で岩などに付着し、この側の殻は内側が深く窪んでいる。外面にある右側の殻は左殻より小さく、ほぼ平らとなっている。順調に成長したものでは成長脉、つまりから表面に成長する縁沿いに発達する薄い板状の突起がよく発達し、また紫色の放射状の斑紋を帯びる。ただし普通には殻は汚れた白色の地色に紫褐色の放射彩が出る。成長段階では殻の表面に葉状の突起（平たい膜状に突き出たもの）を生じるが、成長したものではほとんど無くなり、粗いがのっぺりした殻面を持つようになる。
右側の殻ではその頂端部が突き出る。殻の内側の面は白く、筋痕、つまり貝柱の跡が1つあるのが普通で、その部分は紫色をしている。
時に大きくなるものがあり、エゾガキ、あるいはナガガキの名で呼ばれたものは O. talienwhanensis と別種とされたことがあるが、同一種と考えられる。これはとても大きくなり、例えば細長く伸びた殻の全長は340mm、靱帯部の長さが40mmという例もあり、この例ではその肉量は飯茶碗に山盛り一杯にもなったという。

## 分布
日本の北海道から九州、国外では朝鮮、中国、樺太に分布する。ただし現在では養殖用に持ち出されたことから南北アメリカ、ヨーロッパ、オーストラリア、アフリカにまで移植されている。

## 生育環境
内湾から河口域に生息する。潮間帯から潮下帯に生息し、内湾性で富栄養の海域に普通に出現する。塩分濃度の低い水域を好む。消波装置に集まることで動作不良を起こす事例もある。

### 干潟に於いて

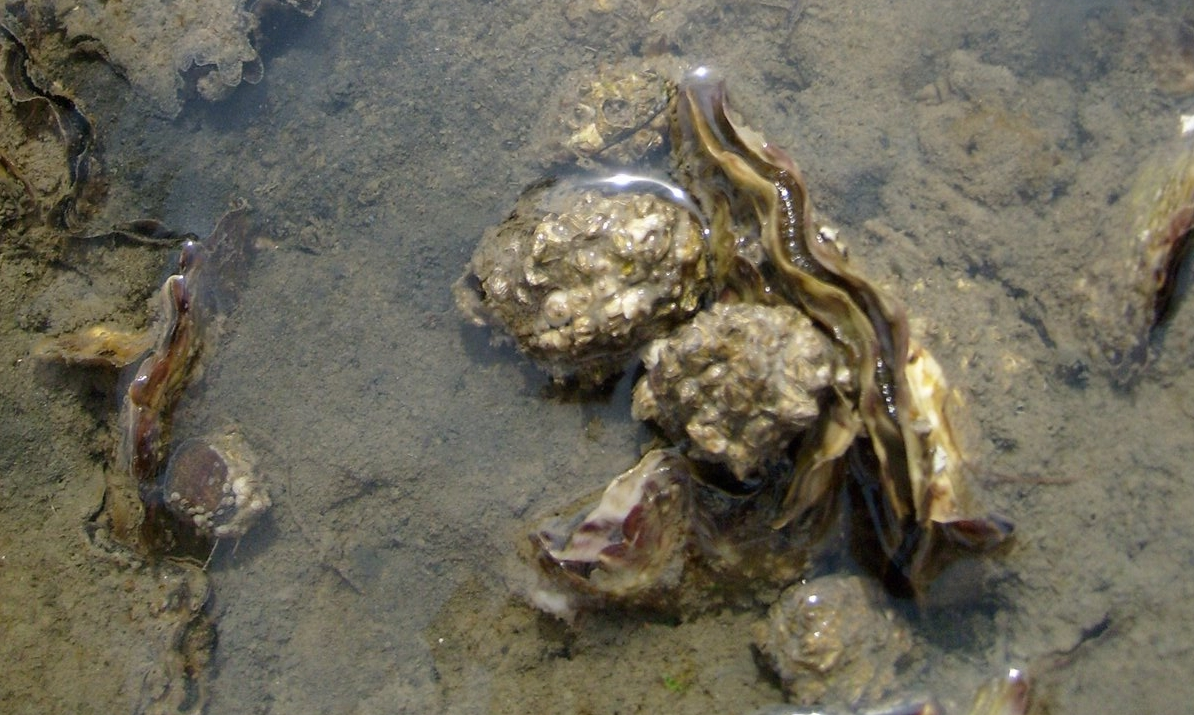
ワッデン海のマガキ

本種は普通は岩や杭など固いものに付着して成長するが、干潟では時にその表面に本種が集団をつくることがあり、時に広い面をなす。これをカキ床（英: Oyster bed、カキ礁とも）と呼ぶ。この状態になると、カキが表面を覆うためにその下の泥土は酸素欠乏状態となる。泥は真っ黒になり、通常の干潟の生物は生存出来なくなり、岩礁の付着生物、それに低酸素で生活出来る間隙生物の生息域に変化することになる。またこの環境は外来種が入りやすい場にもなっている。現在日本の干潟でこれが増加しているとの指摘があり、環境変化について懸念されている。

## 生態
水深4-50mの岩礁を好むが、砂泥底にも棲息する。7月から8月の水温が19-23°C程度の頃に雌が5千万から1億個を産卵し、雄が放精する事で水中で受精する。

## 利用

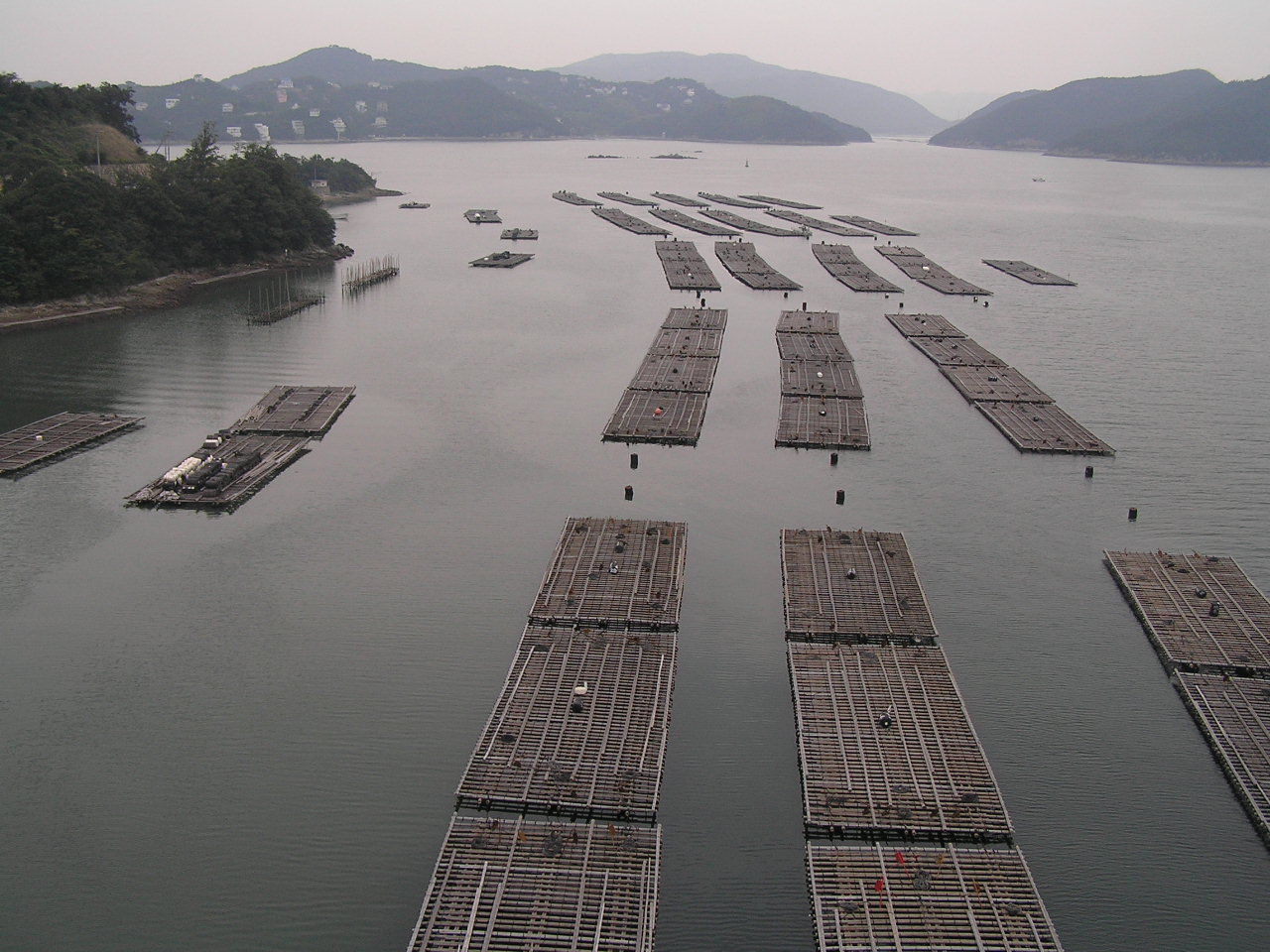
マガキの養殖筏

本種を含むマガキ属は水産経済動物としては世界最大の年間生産量を持つとされ、その中でも本種はアジアの温帯域で最も重要なものである。
本種は日本の他、大西洋の北東部、特にフランス、ポルトガル、後には地中海に棲息域を広げ、また各地で養殖もされており、特にフランスでは欧州での生産の75%を占め、近年の養殖場での生産量は4万トン/年 となり、養殖牡蠣において世界一の生産量となる。 またオーストラリア等南半球でも養殖されている。

## 注記・出典
1. 1 2  吉良(1996)p.127
2. 1 2  波部・伊藤(1965),p.126
3. ↑  吉良(1996)p.128
4. ↑  “環境省_せとうちネット：カキ”. www.env.go.jp. 2025年8月3日閲覧。
5. 1 2  岩崎他(2009),p.13
6. ↑  東邦大学東京湾生態系研究センター編(2007),p.127
7. ↑  今原編(2011),p.95
8. ↑  岡田他(1967),p.246
9. ↑  「【東京五輪・パラ】 ボート・カヌー会場の「カキ」問題 予想外の「収穫」に困惑」『BBCニュース』。2021年7月25日閲覧。
10. ↑  風呂田他(2016),p.139
11. ↑  風呂田他(2016),p.66
12. ↑  国連食糧農業機関（FAO）水産養殖-水産種
13. ↑  太平洋牡蠣-水産-欧州委員会委員